# لوكا أنتونيني
 لوكا أنتونيني (Luca Antonini)، (ميلانو، 4 أغسطس 1982) لاعب كرة قدم إيطالي. يلعب في خط الدفاع وفي مركز ظهير أيمن، وهو يلعب للميلان بعدما تم شراء كامل بطاقته من نادي إمبولي في 2008.
بدأ مسيرته الكروية مع نادي شباب إيه سي ميلان لتحت 19 سنة، ومن ثم أعير لـ فريقي بادوفا وأنكونا وبراتو. وفي عام 2003 اشترى نادي سامبدوريا نصف بطاقته 31 ديسمبر 2003، وخلال الأربع السنوات التي خاضها في عهدة سامبدوريا تنقل لعده أندية على سبيل الإعارة إلى أن اشترى نادي امبولي نصف بطاقته من سامبدوريا. لعب مع امبولي موسم واحد فقط قدم فيه الكثير للفريق حيث شارك في كأس الاتحاد الأوروبي مع ناديه وشارك في أول لقاء له أمام زيورخ النمساوي.
انتقل للميلان في موسم 2008/2009 بعد شراء النصف الآخر من بطاقته. وهو يلعب الآن مع نادي جنوى.

## روابط خارجية
- لوكا أنتونيني على موقع الاتحاد الأوربي (الإنجليزية)
- لوكا أنتونيني على موقع إي إس بي إن إف سي (الإنجليزية)
- لوكا أنتونيني على موقع قاعدة بيانات كرة القدم.إي يو (الإنجليزية)
- لوكا أنتونيني على موقع بيانات كرة القدم. دي إي (الألمانية)
- لوكا أنتونيني على موقع Soccerway.com (الإنجليزية)
- لوكا أنتونيني على موقع عالم كرة القدم.نت (الإنجليزية)
- لوكا أنتونيني على موقع كووورة
- لوكا أنتونيني على موقع AS.com (الإسبانية)